# Chaplin sconosciuto
Chaplin sconosciuto è un documentario del 1982 su Charlie Chaplin, diretto da Kevin Brownlow e David Gill.

## Il film
L'antologia è divisa in tre parti, delle quali soprattutto la terza include alcuni gioielli di comicità:
1. I miei anni più felici (1916-1917)
2. Grande regista (1918-1931)
3. Tesori nascosti

La pellicola, come si evince dal nome, raccoglie il materiale scartato da Chaplin al montaggio durante tutta la sua carriera, recuperato e rimontato dagli studiosi di storia del cinema Kevin Brownlow e David Gill, ai quali la vedova del grande regista, Oona O'Neil, ha messo a disposizione gli archivi personali del marito, ai quali nessuno aveva mai avuto accesso precedentemente. Da questo archivio emerge quanto Chaplin fosse un perfezionista nel suo lavoro.

### I miei anni più felici(My happiest years)
La prima delle tre parti contiene numerosi tagli di montaggio, provini e giornalieri dei cortometraggi girati per la Mutual Film Corporation nel periodo 1916-1917, agli inizi della carriera di Chaplin, resi disponibili dal collezionista Raymond Rohauer, che aveva recuperato dagli archivi Chaplin circa 100.000 metri di pellicola inedita una volta che il regista fu costretto ad abbandonare gli Stati Uniti. Si riassume la lavorazione di corti come La cura miracolosa, L'emigrante e L'evaso.

### Grande regista(The great director)
Riassume attraverso interviste a Jackie Coogan, Lita Grey, Georgia Hale, Robert Parrish e Virginia Cherrill le lavorazioni di tre capolavori del regista quali Il monello,  La febbre dell'oro e Luci della città.

### Tesori nascosti(Hidden treasures)
Include rari film amatoriali di Chaplin tra il 1923 e il 1929, un film mai montato da Chaplin stesso ma girato nel 1918: How to make movies una specie di film promozionale autocelebrativo realizzato nei suoi studi per raffigurare il suo lavoro e i suoi assistenti, visite di celebrità ai suoi studi tra il 1918 e il 1920, un film di propaganda del 1919 girato con il commediante Harry Lauder, sequenze di film abbandonati come l'enigmatico The professor del 1919, sequenze tagliate da Il circo, Luci della città, Tempi moderni e da altri corti come Charlot soldato.
Tutto il documentario è accompagnato dalle eccellenti musiche di Carl Davis, e dal commento di James Mason.